# Georgetown (Texas)
Georgetown is een plaats (city) in de Amerikaanse staat Texas, en valt bestuurlijk gezien onder Williamson County.

## Demografie
Bij de volkstelling in 2000 werd het aantal inwoners vastgesteld op 28.339.
In 2006 is het aantal inwoners door het United States Census Bureau geschat op 42.467, een stijging van 14128 (49.9%).

## Geografie
Volgens het United States Census Bureau beslaat de plaats een oppervlakte van
64,5 km², waarvan 59,1 km² land en 5,4 km² water. Georgetown ligt op ongeveer 230 m boven zeeniveau.

## Plaatsen in de nabije omgeving
De onderstaande figuur toont nabijgelegen plaatsen in een straal van 20 km rond Georgetown.